# فال قانسيكلوفير
فال قانسيكلوفير (بالإنجليزية:  Valganciclovir)‏ هو دواء مضاد للفيروسات يستخدم لعلاج التهابات فيروس مضخم للخلايا (بالإنجليزية:  CMV)‏.